# Tårnby Kommune
Tårnby Kommune er en københavnsk forstadskommune på Amager og hører til Region Hovedstaden. Til kommunen hører også Øresunds-øerne Saltholm og Peberholm.
I forbindelse med strukturreformen i 2007 indgik kommunen en samarbejdsaftale med Dragør Kommune, så en række af Dragør Kommunes opgaver varetages af Tårnby Kommune.
Ved kommunalvalget 15. november 2005 fik kommunalbestyrelsen socialdemokratisk flertal.
Kommunen er fordelt på 4 sogne (under Amagerland Provsti)(befolkningsandel):
Skelgård (31,2%), Kastrup (24,8%), Tårnby (24,1%), Korsvejen(19,9%)

## Bydele og kvarterer
Tårnby kommune består af 3 overordnede kvarterer. Centrum af kommunen kaldes blot Tårnby. Det er her den ene af kommunens jernbanestationer Tårnby Station findes, samt Tårnby Torv der bl.a. er kendt for at være fødestedet for dansk hip hop kultur. 

Den østlige del af kommunen hedder Kastrup og lægger navn til næsten hele kommunens postnummer. Det er i denne del af kommunen at man finder Københavns Lufthavn med jernbanestation og den del af metroen som strækker sig ind i kommunen. 

Den vestlige del af kommunen kaldes Vestamager, men har reelt intet officielt navn. Dette område består både af store dele af Fælleden samt beboelser. Vestamager syd for Alkmaar allé deler postnummer med Dragør Kommune.

De to områder Tårnby og Vestamager forveksles ofte med området Kastrup i medierne. Dette skyldes kommunens misvisende postnummer, Kastrup er blot en del af den samlede kommune.
Den langt største del af kommunens areal, er ubebyggede områder som Saltholm, Peberholm, Københavns lufthavn og det sydvestlige Amager.

## Historie
Tårnby kirke er fra tidlig middelalder, men der kendes landsbybebyggelse tilbage til vikingetiden. Den nuværende kommunes område lå i middelalderen stort set i det middelalderlige Tårnby sogn. I 1841 oprettedes Tårnby Sognekommune der strakte sig nordpå helt til Christianshavns Vold. I 1896 blev sognekommunen reduceret stort set til kommunens nuværende udstrækning, bortset fra at Kalvebod Fælled ikke fandtes endnu dengang - det kom først til i 1942. I 1970 ændredes navnet fra "Tårnby Sognekommune" til det nuværende "Tårnby Kommune".

## Infrastruktur
- Motorvej (til Sverige & Sjælland)
- Jernbane (Roskilde samt Øresundstoget til Malmø & København Centrum).
- Metroens tredje etape løber i den gamle jernbanetracé fra Sundby (Lergravsparken) til Lufthavnen.
- Københavns Lufthavn ligger i Tårnby Kommune.

## Politik

### Byråd
| 4 | 5 |

| 9 |

| 4 | 5 |

| 9 |

| 5 | 4 |

| 9 |

| 6 | 3 |

| 9 |

| 7 | 4 |

| 11 |

| 8 | 3 |

| 11 |

| 8 | 3 |

| 10 |

| 8 | 1 | 2 |

| 10 |

| 8 | 3 |

| 11 |

| 6 | 2 | 2 | 1 |

| 9 | 2 |

| 7 | 3 | 1 |

| 8 | 3 |

| 8 | 4 | 1 |

| 11 | 2 |

| 8 | 4 | 1 |

| 10 | 3 |

| 7 | 4 | 2 |

| 10 | 3 |

| 8 | 5 | 3 | 1 |

| 12 | 5 |

| 10 | 2 | 4 | 1 |

| 12 | 5 |

| 8 | 1 | 2 | 1 | 2 | 1 | 2 |

| 13 | 4 |

| 10 | 1 | 3 | 1 | 1 | 1 |

| 11 | 6 |

| 10 | 1 | 2 | 3 | 1 |

| 10 | 7 |

| 10 | 1 | 3 | 3 |

| 11 | 6 |

| 10 | 1 | 2 | 3 | 1 |

| 11 | 6 |

| 10 | 1 | 1 | 2 | 2 | 1 |

| 11 | 6 |

| 9 | 1 | 1 | 2 | 2 | 2 |

| 11 | 6 |

| 10 | 1 | 2 | 1 | 3 |

| 10 | 7 |

| 9 | 1 | 1 | 2 | 2 | 2 |

| 9 | 8 |

| 8 | 1 | 4 | 4 | 2 |

| 12 | 7 |

| 8 | 1 | 1 | 1 | 3 | 4 | 1 |

| 15 | 4 |

| 8 | 1 | 2 | 1 | 3 | 3 | 1 |

| 12 | 7 |

| 8 | 1 | 2 | 1 | 1 | 1 | 3 | 1 | 1 |

| 12 | 7 |

| 8 | 1 | 2 | 1 | 1 | 1 | 2 | 1 | 1 | 1 |

| 12 | 7 |

### Nuværende byråd
| Navn                        | Parti                                    |
| --------------------------- | ---------------------------------------- |
| Allan Andersen (Borgmester) | Socialdemokratiet - 8 mandater           |
| Lars Hein                   | Socialdemokratiet - 8 mandater           |
| Einer Lyduch                | Socialdemokratiet - 8 mandater           |
| Mads Vinterby               | Socialdemokratiet - 8 mandater           |
| Klaus Bach                  | Socialdemokratiet - 8 mandater           |
| Vibeke Rasmussen            | Socialdemokratiet - 8 mandater           |
| Annette Betak               | Socialdemokratiet - 8 mandater           |
| Simon Bauer                 | Socialdemokratiet - 8 mandater           |
| Ali Qais                    | Venstre - 3 mandater                     |
| Mia Barklund                | Venstre - 3 mandater                     |
| Dennis W. Clausen           | Venstre - 3 mandater                     |
| Carsten Fuhr                | Det Konservative Folkeparti - 2 mandater |
| Patrick Lehto               | Det Konservative Folkeparti - 2 mandater |
| Dorthe Hecht                | Enhedslisten - 1 mandat                  |
| Paw Karslund                | Dansk Folkeparti - 1 mandat              |
| Liv Gam                     | Tårnby Listen - 1 mandat                 |
| Winnie Sørensen             | Socialistisk Folkeparti - 1 mandat       |
| Benny Bindslev              | Nye Borgerlige - 1 mandat                |
| Ingelise Andersen           | Radikale Venstre - 1 mandat              |

| Navn           | Skiftet fra    | Skiftet til          | Dato               |
| -------------- | -------------- | -------------------- | ------------------ |
| Benny Bindslev | Nye Borgerlige | Løsgænger            | 7. september 2022  |
| Benny Bindslev | Løsgænger      | Danmarksdemokraterne | 9. juni 2023       |
| Ali Qais       | Venstre        | Moderaterne          | 25. september 2023 |

| Udtrådt      | Indtrådt    | Parti   | Dato           |
| ------------ | ----------- | ------- | -------------- |
| Mia Barklund | Sarah Crone | Venstre | 1. januar 2024 |

### Byråd 2018-2022
| Navn                        | Parti                          |
| --------------------------- | ------------------------------ |
| Allan Andersen (Borgmester) | Socialdemokratiet - 8 mandater |
| Jan Jakobsen                | Socialdemokratiet - 8 mandater |
| Einer Lyduch                | Socialdemokratiet - 8 mandater |
| Vibeke Rasmussen            | Socialdemokratiet - 8 mandater |
| Henrik Zimino               | Socialdemokratiet - 8 mandater |
| Mads Vinterby               | Socialdemokratiet - 8 mandater |
| Lars Hein                   | Socialdemokratiet - 8 mandater |
| Klaus Bach                  | Socialdemokratiet - 8 mandater |
| Heidi Ladegaard             | Venstre - 3 mandater           |
| Liv Gam                     | Venstre - 3 mandater           |
| Frants Nielsen              | Venstre - 3 mandater           |
| Paw Karslund                | Dansk Folkeparti - 3 mandater  |
| Brian Borglund Bruun        | Dansk Folkeparti - 3 mandater  |
| Marlene Nyberg              | Dansk Folkeparti - 3 mandater  |
| Carsten Fuhr                | Konservative - 2 mandater      |
| Patrick Lehto               | Konservative - 2 mandater      |
| Dorthe Hecht                | Enhedslisten - 1 mandat        |
| Ingelise Andersen           | Radikale Venstre - 1 mandat    |
| Winnie Sørensen             | SF - 1 mandat                  |

| Navn    | Skiftet fra | Skiftet til   | Dato              |
| ------- | ----------- | ------------- | ----------------- |
| Liv Gam | Venstre     | Løsgænger     | Oktober 2018      |
| Liv Gam | Løsgænger   | Tårnby Listen | 6. september 2019 |

| Dato         | Udtrådt         | Indtrådt        | Parti   |
| ------------ | --------------- | --------------- | ------- |
| 29. maj 2018 | Heidi Ladegaard | Dennis Wollesen | Venstre |
| 29. maj 2018 | Frants Nielsen  | Ali Qais        | Venstre |

### Borgmestre
| Navn              | Parti             | Periode                            |
| ----------------- | ----------------- | ---------------------------------- |
| Torkild Feldvoss  | Socialdemokratiet | 1970 - 1993                        |
| Henrik Zimino     | Socialdemokratiet | 1. januar 1994 - 31. december 2017 |
| Allan S. Andersen | Socialdemokratiet | 1. januar 2018 -                   |

## Erhverv
Kommunes største arbejdsplads er Københavns Lufthavn.

## Sport
Tårnby er hjemsted for fodboldklubberne AB Tårnby, Kastrup Boldklub, Tårnby FF og Amager FF, samt gymnastikklubben Kastrup Gymnastikforening af 1966.

Ligeledes er kommunen hjemsted for Danmarks ældste rugby klub Speed, den amerikanske fodboldklub Amager Demons, Basketball Klubben Amager, håndboldklubben Tårnby Hk og Svømmeklubben KVIK, Kastrup.
 Også atletik klubben Amager Atletik Club, AAC, er lokaliseret i Tårnby Kommune. Klubben har en stor ungdomsafdeling, med børn helt ned til 4-års alderen.
Også Kastrup Magleby Badminton, Amager Cykle Ring og vægtløftnings klubben AK. Viking samt ishockeyklubben Amager Ishockey Club, der spiller under turneringsnavnet Ama'r Jets, er kendte og respekterede idrætsklubber vis hjemsted er Tårnby Kommune.

### Sportsanlæg
- Stadion
- Svømmehal
- Skøjtehal
- Curlinghal
- Bowlinghal
- Gymnastikhal
- Badmintonhal

## Undervisningsinstitutioner

### Folkeskoler
- Skottegårdsskolen
- Kastrupgårdsskolen
- Løjtegårdsskolen
- Nordregårdsskolen
- Korsvejens Skole
- Pilegårdsskolen
- Skelgårdsskolen
- Tårnbygårdsskolen

### Privatskole
- Amagerprivatskole

### Gymnasium
- Tårnby Gymnasium

### Andre
- VUC
- Ungdomsskolen

## Seværdigheder/kultur
- Kastrup Søbad (Sneglen, indviet 30. maj 2005), Lystbådehavn (1987), Bryggergården (fredet 1971), Fiskerihavn, Gl. Lystbådehavn (1954).
- Den Blå Planet - det nye Danmarks Akvarium, åbnede 22. marts 2013.
- Plyssen udstillingscenter lå på Amager Strandvej 350 fra 1996 til 2019, hvor samlingerne overførtes til det nye Udstillingscenter Ved Diget 26-28
- Udstillingscentret Ved Diget 26-28
- Kastrup Bio i Skottegården (Kastrup Midtpunkt).
- Kastrupgårdsamlingen, museet er beliggende på Kastrupgård, som er et landsted fra midten af 1700-tallet bygget af den kongelige hofstenmester Jacob Fortling. Museet har en omfattende grafisk samling, samt malerier, keramik & glas.
- Københavns Lufthavn Terminal 3, kaldet "papirflyveren", samt den ældste terminal fra 1939 (nu flyttet til Maglebylille)
- Flyvergrillen og kontroltårnet

## Venskabsbyer

### Finland
Karis Stad, 10300 Karis (mellem Åbo og Helsingfors)

### Norge
Skedsmo Kommune, 2001 Lillestrøm (ved Oslo)

### Sverige
Alingsås Kommune, 44181 Alingsås (ved Göteborg)

## Statistisk kilde
- statistikbanken.dk Danmarks Statistik

55°38′00″N 12°36′00″Ø / 55.633333333333°N 12.6°Ø